# Lüttich–Bastogne–Lüttich 2023
Lüttich–Bastogne–Lüttich 2023 war die 109. Austragung des belgischen Eintagesrennens. Das Rennen fand am 23. April statt und war Teil der UCI WorldTour 2023. Lüttich-Bastogne-Lüttich gehört wie Mailand-Sanremo, die Flandern-Rundfahrt, Paris-Roubaix und Il Lombardia zu den Monumenten des Radsports.
Der Weltmeister Remco Evenepoel (Soudal Quick-Step) feierte seinen zweiten Sieg in Serie, nachdem er sich kurz nach der Côte de la Redoute, rund 30 Kilometer vor dem Ziel, als Solist hatte absetzen können. Im Kampf um Platz zwei setzte sich Thomas Pidcock (Ineos Grenadiers) vor Santiago Buitrago (Bahrain Victorious) durch. Ihr Rückstand auf den Sieger betrug eine Minute und sechs Sekunden.

## Teilnehmende Mannschaften und Fahrer
Neben den 18 UCI WorldTeams gingen auch 6 UCI ProTeams bei dem Rennen an den Start. Für jedes Team waren sieben Fahrer startberechtigt, wobei Sam Oomen, Tosh Van der Sande (beide Jumbo-Visma) und Samuele Battistella (Astana Qazaqstan) das Rennen nicht Angriff nahmen. Von den 172 Startern erreichten 113 das Zeil in Lüttich.
Mit Remco Evenepoel (Soudal Quick-Step), Tadej Pogačar (UAE Team Emirates) und Wout Poels (Bahrain Victorious) gingen drei ehemalige Sieger bei der 109. Austragung an den Start.
Als Favorit galt der Slowene Tadej Pogačar, der nach seinem Triumph bei der Flandern-Rundfahrt in den Tagen zuvor das Amstel Gold Race und den Flèche Wallonne gewonnen hatte. Als sein größter Konkurrent galt der Weltmeister Remco Evenepoel, der das Rennen im Vorjahr gewann.
Als weitere Siegesanwärter galten der Strade Bianche Sieger Thomas Pidcock (Ineos Grenadiers), Julian Alaphilippe, Mauro Schmid, Andrea Bagioli (alle Soudal Quick-Step), David Gaudu, Valentin Madouas (beide Groupama-FDJ), Alexander Wlassow, Sergio Higuita, Jai Hindley (alle Bora-hansgrohe), Mikel Landa, Pello Bilbao, Matej Mohorič, Wout Poels (alle Bahrain Victorious), Ben Healy, Neilson Powless, Esteban Chaves (EF Education-EasyPost), Tiesj Benoot, Attila Valter (beide Jumbo-Visma), Giulio Ciccone, Mattias Skjelmose Jensen, Bauke Mollema (alle Trek-Segafredo), Michael Woods (Israel-Premier Tech), Enric Mas (Movistar), Romain Bardet (DSM), Quinten Hermans (Alpecin-Deceuninck), Benoît Cosnefroy, Ben O’Connor (beide AG2R Citroën), Andreas Kron (Lotto Dstny), Ion Izagirre (Cofidis), Alexei Luzenko (Astana Qazaqstan), Rui Costa (Intermarché-Circus-Wanty) und Warren Barguil (Arkéa-Samsic).
Nicht am Start standen Mathieu van der Poel (Alpecin-Deceuninck), der mit Mailand–Sanremo und Paris–Roubaix im Jahr 2023 bereits zwei Monumente des Radsports gewonnen hatte. Für die Jumbo-Visma Mannschaft starteten weder Wout van Aert, noch die beiden Rundfahrten-Spezialisten Jonas Vingegaard und Primož Roglič.
| UCI WorldTeams | UCI WorldTeams        | UCI WorldTeams | UCI WorldTeams           | UCI WorldTeams | UCI WorldTeams    | UCI ProTeams | UCI ProTeams           |
| -------------- | --------------------- | -------------- | ------------------------ | -------------- | ----------------- | ------------ | ---------------------- |
| ACT            | AG2R Citroën Team     | GFC            | Groupama-FDJ             | DSM            | Team DSM          | BWB          | Bingoal WB             |
| ADC            | Alpecin-Deceuninck    | IGD            | Ineos Grenadiers         | JAY            | Team Jayco AlUla  | BBH          | Equipo Kern Pharma     |
| AST            | Astana Qazaqstan Team | ICW            | Intermarché-Circus-Wanty | TFS            | Trek-Segafredo    | EKP          | Israel-Premier Tech    |
| TBV            | Bahrain Victorious    | TJV            | Jumbo-Visma              | UAD            | UAE Team Emirates | LTD          | Lotto Dstny            |
| BOH            | Bora-Hansgrohe        | MOV            | Movistar Team            |                |                   | TFB          | Team Flanders-Baloise  |
| COF            | Cofidis               | SOQ            | Soudal Quick-Step        |                |                   | TEN          | TotalEnergies          |
| EFE            | EF Education-EasyPost | ARK            | Team Arkéa-Samsic        |                |                   | UXT          | Uno-X Pro Cycling Team |

## Streckenführung
Die Strecke führte über 258,1 km von Lüttich nach Bastogne und retour. Vom Start an ging es über die Hügel der Ardennen in Richtung Süden, wobei Aywaille und Manhay durchfahren wurden, ehe nach rund 70 Kilometern bei La Roche-en-Ardenne der erste kategorisierte Anstieg in Angriff genommen wurde. In weiterer Folge führte die Strecke über Bertogne nach Bastogne das nach knapp 100 gefahrenen Kilometern den südlichsten Punkt darstellte. Nun drehte die Fahrtrichtung gen Norden und die Fahrer begannen den anspruchsvolleren Rückweg nach Lüttich.
Bei Houffalize erreichten die Fahrer 137,2 Kilometer vor dem Ziel auf der Côte de Saint-Roche den zweiten kategorisierten Anstieg, ehe es über hügliges Terrain durch Geilich und Vielsalm ging. Knapp 100 Kilometer vor dem Ziel begann die Finale Serie von Anstiegen, die bis kurz vor Lüttich führte. Den Auftakt bildete die 587 Meter hohe Côte de Mont-le-Soie, die den höchsten Punkt des Rennens darstellte. Unmittelbar darauf folgten die Côte de Wanne und die Côte de Stockeu, die auf ihrer Länge von einem Kilometer eine durchschnittliche Steigung von 12,5 % aufwies. Im Anschluss führten die Côte de la Haute-Levée und der Col du Rosier von Stavelot nach Spa, ehe es über die Côte de Desnié nach Remouchamps ging, wo mit der Côte de la Redoute der bekannteste Anstieg des Rennens auf dem Programm stand.
Im Jahr 2023 wurde der höchste Punkt der Côte de la Redoute 33,9 Kilometer vor dem Ziel erreicht. Die 1,6 Kilometer lange Steigung wies eine Durchschnittssteigung von 9,4 % auf, beinhaltete jedoch Rampen von bis zu 20 %. Erstmals bogen die Fahrer auf der Kuppe rechts ab und gelangten so nach Cornémont, das sich am Ende einer kurzen flachen Gegensteigung befand. Im Anschluss wurde die Côte des Forges befahren, die nach einjähriger Pause wieder ins Programm von Lüttich-Bastogne-Lüttich zurückkehrte. Über Dolembreux und Méry führte die Strecke im Anschluss zur Côte de la Roche-aux-Faucons, die den elften und letzten kategorisierten Anstieg darstellte und 13,3 Kilometer vor dem Ziel überquert wurde. Die 1,3 Kilometer lange Steigung führte im Schnitt bei 11 % bergauf, ehe nach einer kurzen Gegensteigung die Abfahrt nach Lüttich über die Rue de la Belle Jardinière und Route du Condroz erfolgte. Auf den letzten beiden flachen Kilometern wurde die Pont de Fétinne überquert, ehe es auf die rund 900 Meter lange Zielgerade ging, die neben der Ourthe verlief.
| #  |                              | km    | Höhe (m) | Länge (km) | Ø Steigung |
| -- | ---------------------------- | ----- | -------- | ---------- | ---------- |
| 1  | Côte de la Roche-en-Ardenne  | 69,7  | 401      | 2,8        | 6,2 %      |
| 2  | Côte de Saint-Roch           | 120,9 | 456      | 1          | 11,2 %     |
| 3  | Côte de Mont-le-Soie         | 164,8 | 587      | 1,7        | 7,9 %      |
| 4  | Côte de Wanne                | 173,1 | 499      | 3,6        | 5,1 %      |
| 5  | Côte de Stockeu              | 179,6 | 401      | 1          | 12,5 %     |
| 6  | Côte de la Haute-Levée       | 183,8 | 465      | 2,2        | 7,5 %      |
| 7  | Col du Rosier                | 198,1 | 565      | 4,4        | 5,9 %      |
| 8  | Côte de Desnié               | 211,4 | 385      | 1,6        | 8,1 %      |
| 9  | Côte de la Redoute           | 224,2 | 287      | 1,6        | 9,4 %      |
| 10 | Côte de Forges               | 234,8 | 274      | 1,3        | 7,8 %      |
| 11 | Côte de la Roche-aux-Faucons | 244,8 | 225      | 1,3        | 11 %       |
|    | Ziel                         | 258,1 |          |            |            |

## Rennverlauf und Ergebnis
Frühe Rennphase
Mit Sam Oomen, Tosh Van der Sande (beide Jumbo-Visma) und Samuele Battistella (Astana Qazaqstan) nahmen drei Fahrer das Rennen nicht in Angriff. Unmittelbar nach dem Start setzten sich mit Jason Osborne (Alpecin-Deceuninck), Lars Van den Berg (Groupama-FDJ), Georg Zimmermann (Intermarché-Circus-Wanty), Simone Velasco (Astana Qazaqstan), Fredrik Dversnes (Uno-X) und Johan Meens (Bingoal WB) sechs Fahrer vom Hauptfeld ab. Rund zehn Kilometer drauf schlossen mit Mathis Le Berre (Arkéa-Samsic), Alexandre Balmer (Jayco AlUla), Paul Ourselin (TotalEnergies), Héctor Carretero (Kern Pharma) und Ruben Apers (Flanders-Baloise) fünf weitere Fahrer zur Spitzengruppe auf in der nun elf Fahrer vertreten waren. Die Gruppe fuhr einen maximalen Vorsprung von rund fünf Minuten heraus und überquerte die Côte de la Roche-en-Ardenne rund vier Minuten vor dem Hauptfeld. Nach rund 80 gefahrenen Kilometern kamen Tadej Pogačar (UAE Team Emirates) und Mikkel Frølich Honoré (EF Education-EasyPost) zu Sturz und mussten das Rennen aufgeben. Tadej Pogačar zog sich eine Kahnbeinfraktur zu und wurde noch am selben Tag operiert. Nachdem Bastogne erreicht worden war, bestimmte die Mannschaft Soudal Quick-Step um den Weltmeister Remco Evenepoel das Tempo.
Erste Angriffe
Im Anstieg der Côte de Mont-le-Soie fielen mit Héctor Carretero und Ruben Apers die ersten Fahrer der Spitzengruppe zurück. Im Anstieg der Côte de Wanne griff Jan Tratnik (Jumbo-Visma) rund 85 Kilometer vor dem Ziel an und konnte sich gemeinsam mit Valentin Madouas (Groupama-FDJ) und Magnus Sheffield (Ineos Grenadiers) vom Hauptfeld absetzten. Enric Mas (Movistar) fiel der Tempoverschärfung zum Opfer und konnte, wie etliche weitere Fahrer, dem Peloton nicht mehr folgen. Der Vorsprung der Spitzengruppe war unterdessen auf unter zwei Minuten geschmolzen. Kurz vor der Kuppe fiel Valentin Madouas wieder ins Hauptfeld zurück, ehe auch Magnus Sheffield dem Tempo von Jan Tratnik in der Côte de Stockeu nicht folgen konnte. Im Anstieg zerfiel auch die Spitzengruppe, in der mit Simone Velasco, Georg Zimmermann, Lars Van den Berg, Jason Osborne und Paul Ourselin nur fünf Fahrer verblieben. In der nachfolgenden Côte de la Haute-Levée kam Jan Tratnik näher an die Spitzengruppe heran, ehe er rund 66 Kilometer vor dem Ziel zu dieser aufschloss. Der Vorsprung der Spitz des Rennens auf das stark reduzierte Hauptfeld betrug zu diesem Zeitpunkt etwa eine Minute.
Im Anstieg des Col du Rosier setzte sich Jan Tratnik auf nassen Straßen gemeinsam mit Simone Velasco von den restlichen Fahrern der Spitzengruppe ab, die wenig später vom Hauptfeld gestellt wurden. Die beiden führten auch über die Côte de Desnié, wo Bauke Mollema (Trek-Segafredo) und Pavel Sivakov (Ineos Grenadiers) angriffen, sich jedoch nicht von den anderen Favoriten absetzten konnten. Im Anschluss folgten die Positionskämpfe vor der Einfahrt in die Côte de la Redoute, wobei noch rund 50 Fahrer im Hauptfeld vertreten waren.
Entscheidung
Mit Jan Tratnik und Simone Velasco wurden die letzten beiden Ausreißer bereits im unteren Teil der Côte de la Redoute eingeholt. In weiterer Folge hielt Ilan Van Wilder (Soudal Quick-Step) das Tempo hoch, ehe Remco Evenepoel kurz vor der Kuppe angriff. Der Weltmeister konnte eine kleine Lücke herausfahren und überquerte die Kuppe wenige Meter vor Thomas Pidcock (Ineos Grenadiers). Dahinter folgten die beiden Teamkollegen Giulio Ciccone und Mattias Skjelmose Jensen (beide Trek-Segafredo). In der nachfolgenden Abfahrt schloss Thomas Pidcock auf den nassen Straßen zu Remco Evenepoel auf und verrichtete auf den anschließenden Kilometern keine Führungsarbeit. Rund 30 Kilometer vor dem Ziel fiel der Brite dennoch in der Côte de Forges zurück. Remco Evenepeol baute seinen Vorsprung auf den letzten Kilometern auf über eine Minute aus und überquerte auch den letzten Anstieg der Côte de la Roche-aux-Faucons ohne Probleme. Schlussendlich verteidigte Remco Evenepoel seinen Vorjahressieg mit einem Vorsprung von einer Minute und sechs Sekunden.
Hinter dem Belgier formierte sich eine rund 20 Fahrer umfassende Verfolgergruppe, die auch Thomas Pidcock rund 20 Kilometer vor dem Ziel einholte. Nachdem Andreas Kron (Lotto Dstny) zu Sturz gekommen und aus der Gruppe gefallen war, nahmen die Fahrer die Côte de la Roche-aux-Faucons in Angriff auf der Ben Healy (EF Education-EasyPost) attackierte. Der Ire setzte sich gemeinsam mit Santiago Buitrago (Bahrain Victorious) ab. Auch Pavel Sivakov stieß kurzzeitig zu den beiden Ausreißern hinzu, wurde jedoch noch vor der Kuppe abgehängt. In der nachfolgenden kurzen Gegensteigung griff Thomas Pidcock an und schloss die Lücke zu Ben Healy und Santiago Buitrago, ehe die letzten 10 Kilometer abfallend nach Lüttich führten. Im Zielsprint setzte sich Thomas Pidcock im Sprint vor Santiago Buitrago durch. Ben Healy belegte den vierten Rang.
| Platz | Fahrer                   | Nation | Team                     | Zeit                   |
| ----- | ------------------------ | ------ | ------------------------ | ---------------------- |
| 01.   | Remco Evenepoel          | BEL    | Soudal Quick-Step        | 6:15:49 h (41,20 km/h) |
| 02.   | Thomas Pidcock           | GBR    | Ineos Grenadiers         | + 1:06 min             |
| 03.   | Santiago Buitrago        | COL    | Bahrain Victorious       | "                      |
| 04.   | Ben Healy                | IRL    | EF Education-EasyPost    | + 1:08 min             |
| 05.   | Valentin Madouas         | FRA    | Groupama-FDJ             | + 1:24 min             |
| 06.   | Guillaume Martin         | FRA    | Cofidis                  | + 1:25 min             |
| 07.   | Tiesj Benoot             | BEL    | Jumbo-Visma              | + 1:37 min             |
| 08.   | Patrick Konrad           | AUT    | Bora-hansgrohe           | + 1:48 min             |
| 09.   | Mattias Skjelmose Jensen | DEN    | Trek-Segafredo           | "                      |
| 10.   | Marc Hirschi             | SUI    | UAE Team Emirates        | "                      |
| 11.   | Maxim Van Gils           | BEL    | Lotto Dstny              | "                      |
| 12.   | Michael Woods            | CAN    | Israel-Premier Tech      | "                      |
| 13.   | Giulio Ciccone           | ITA    | Trek-Segafredo           | "                      |
| 14.   | Pavel Sivakov            | FRA    | Ineos Grenadiers         | "                      |
| 15.   | Romain Bardet            | FRA    | Team DSM                 | "                      |
| 16.   | Ion Izagirre             | ESP    | Cofidis                  | "                      |
| 17.   | Laurens De Plus          | BEL    | Ineos Grenadiers         | + 2:02 min             |
| 18.   | Aurélien Paret-Peintre   | FRA    | AG2R Citroën Team        | "                      |
| 19.   | Simone Velasco           | ITA    | Astana Qazaqstan Team    | + 2:13 min             |
| 20.   | Lorenzo Rota             | ITA    | Intermarché-Circus-Wanty | "                      |